# سعاد الصباح
سعاد محمد صباح شاعر، نویسنده و منتقد کویتی متولد سال۱۹۴۲ میلادی می‌باشد.
او دارای مدرک دکترا در رشته‌های علوم سیاسی و اقتصاد است و مسلط به زبان‌های فرانسوی و انگلیسی و زبان مادری خود عربی می‌باشد.
وی (خانهٔ نشر و توزیع سعاد) را در سال ۱۹۸۵ تأسیس کرد.
سعاد محمد توانست جوایز بسیاری از کشورهای مختلف در زمینه‌های شعر، دستاوردهای ادبی، سیاست و اقتصاد دریافت کند.
تا کنون اثر مستقلی از این شاعر به زبان فارسی ترجمه نشده‌است اما بخشی از کتاب زیر که به زودی از سوی نشر گلآذین روانه بازار کتاب خواهد شد به شعرهای سعاد الصباح اختصاص دارد.
- از رگ به رگ انتظار، ترجمه: کاوه خضری، گزیده شعر بانوان جهان عرب، نشر گلآذین، در دست انتشار.

## آموزش
- در سال ۱۹۷۳ مدرک کارشناسی خود را در دانشکده علوم سیاسی و اقتصاد با رتبهٔ بالا در دانشکده قاهره دریافت کرد.
- تحصیلات کارشناسی ارشد و دکترای خود را در انگلیس و در دانشکدهٔ University of Surrey Gelfordبه اتمام رسانید. پایان نامهٔ کارشناسی ارشد (توسعه و برنامه‌ریزی در کشور کویت)و پایان‌نامه دکترا (برنامه‌ریزی و توسعه در اقتصاد کویت و نقش زن در آن) را به زبان انگلیسی نوشت و جدیداً به عربی ترجمه و منتشر کرده‌است.

## فعالیت در زمینهٔ شعر
- ومضات باکرة – ۱۹۶۱.
- لحظات من عمری – ۱۹۶۱.
- من عمری – ۱۹۶۴.
- أمنیة – ۱۹۷۱.
- إلیک یا ولدی – ۱۹۸۲.
- فتافیت امرأة – ۱۹۸۶، ماجده رومی خوانندهٔ معروف لبنانی قصیدهٔ (کن صدیقی) از این دیوان را ترانه‌سرایی کرد.
- فی البدء کانت الأنثی – ۱۹۸۸.
- حوار الورد والبنادق – ۱۹۸۹.
- برقیات عاجلة إلی وطنی – ۱۹۹۰.
- آخر السیوف – ۱۹۹۱.
- قصائد حب – ۱۹۹۲.
- امرأة بلا سواحل – ۱۹۹۴.
- خذنی إلی حدود الشمس – ۱۹۹۷.
- القصیدة أنثی والأنثی قصیدة – ۱۹۹۹.
- والورود تعرف الغضب – ۲۰۰۵.

## فعالیت ادبی
- مجموعه مقالات «آیا به شما اجازه من کشورم را دوست داشته باشم» - ۱۹۹۰.
- کتاب مستند تاریخی «شاهین خلیج عبدالله مبارک آل الصباح» - ۱۹۹۵.

## اقتصاد و تالیفات مرتبط
- برنامه‌ریزی و توسعه و نقش زنان در اقتصاد کویت - ۱۹۸۳ به زبان انگلیسی.
- کویت / نورهایی بر اقتصاد - ۱۹۸۵.
- اوپک بین تجارب گذشته و امکانات آینده - ۱۹۸۶.
- بازار نفت - سال ۱۹۸۶.
- بحران منابع در جهان عرب - سال ۱۹۸۹.
- مجموعه پژوهشی «زنان خلیج و مشارکت آنها در نیروی کار» - ۱۹۹۰.